# 富春江水库
富春江水库位于中国浙江省钱塘江中游的兰溪市、建德市、桐庐县境内，坝址位于桐庐县富春江镇七里垅峡谷出口处，是一座低水头河床式日调节水电站。

## 水电站
富春江水电站为富春江上游的大型水电站，位于桐庐县的七里泷，于1969年建成发电，总装机容量约29万千瓦，水库库容为4.4亿立方米；主要建筑物包括河床式厂房、重力式溢流坝和船闸等。